# Ксилография
Ксилографията е техника в изобразителното изкуство, вид резба или гравюра върху дървесина, която възниква в Китай около I век, а според някои през VI век. Първата част на думата идва от гръцкото xylon – отсечено дърво (ксило- при сложни думи сочи връзка с дървесината като материал).

## Техника
Техниката е усъвършенствана от Hu Zhengyan (1584-1674). При нея се ползва крушово дърво, срязано по жилата и добре шлайфано. Използва се остър инструмент – длето, с който се гравира релеф, запълван по-късно с мастило, с цел да се отпечата върху хартия, като се отпечатва само от едната страна на листа. Релефният образ е негативен, за да се получи позитивен отпечатък. При многоцветната ксилография за тази цел се изготвят отделни гравюри върху дърво за всеки цвят. Първата книга в света, отпечатана по този метод, датира от 1633 г.

## Автори
Михаел Волгемут и неговият ученик Албрехт Дюрер, Анри Лоранс, Жоан Миро, Бернар Лоржу и др. са сред творците, ползвали тази техника. Ксилографията е любима техника и на Мориц Корнелис Ешер.

## Галерия
- Примери за отпечатъци чрез ксилография
- Цунами, Кацусика Хокусай
- Илюстрация към Популярната астрономия, Камил Фламарион
- Ксилография на бароковата фасада на катедралата в Шпайер, 1830
- Ксилография на откриването на Берлинската колона на победата
- Портрет ксилография на австрийския писател Фердинанд Кюрнбергер